# Karanglangu
Karanglangu is een bestuurslaag in het regentschap Grobogan van de provincie Midden-Java, Indonesië. Karanglangu telt 5052 inwoners (volkstelling 2010).